# Windpark Gütsch
Der Windpark Gütsch ist ein Windpark im Schweizer Kanton Uri.
Er liegt auf der Gütsch oberhalb von Andermatt auf rund 2300 m ü. M. Der Windpark besteht aus einer Turbine Enercon E-40 (Nabenhöhe 46 m, Rotordurchmesser 40 m, 600 Kilowatt elektrische Leistung) und drei Enercon E-44 (Nabenhöhe 55 m, Rotordurchmesser 44 m, 900 kW).
Das jährliche Regelarbeitsvermögen beträgt 4,5 GWh. Dies entspricht einem Kapazitätsfaktor von 15,6 % und einer Jahresmittelleistung von etwa 0,5 Megawatt.
Sein Rang als höchstgelegener Windpark Europas wurde vom Windpark Gries im Kanton Wallis übernommen, der 2016 von einer auf vier Turbinen ausgebaut wurde.